# Volodymyr Ostapchuk
Volodymyr Valeriyovych Ostapchuk (en ukrainien : Володимир Валерійович Остапчук), né le 28 septembre 1984 à Ouman (Union soviétique) est un comédien et présentateur de télévision ukrainien.

## Biographie
Il a été choisi comme présentateur du 62e concours eurovision de la chanson à Kiev en compagnie de Timur Miroshnychenko et d'Oleksandr Skichko.
En 2019 il participe à la 7e saison de l'émission 
Tantsi z zirkamy, la version ukrainienne de Danse avec les stars. Il est le dernier éliminé avant la finale.